# 静岡県道290号水窪羽ケ庄佐久間線

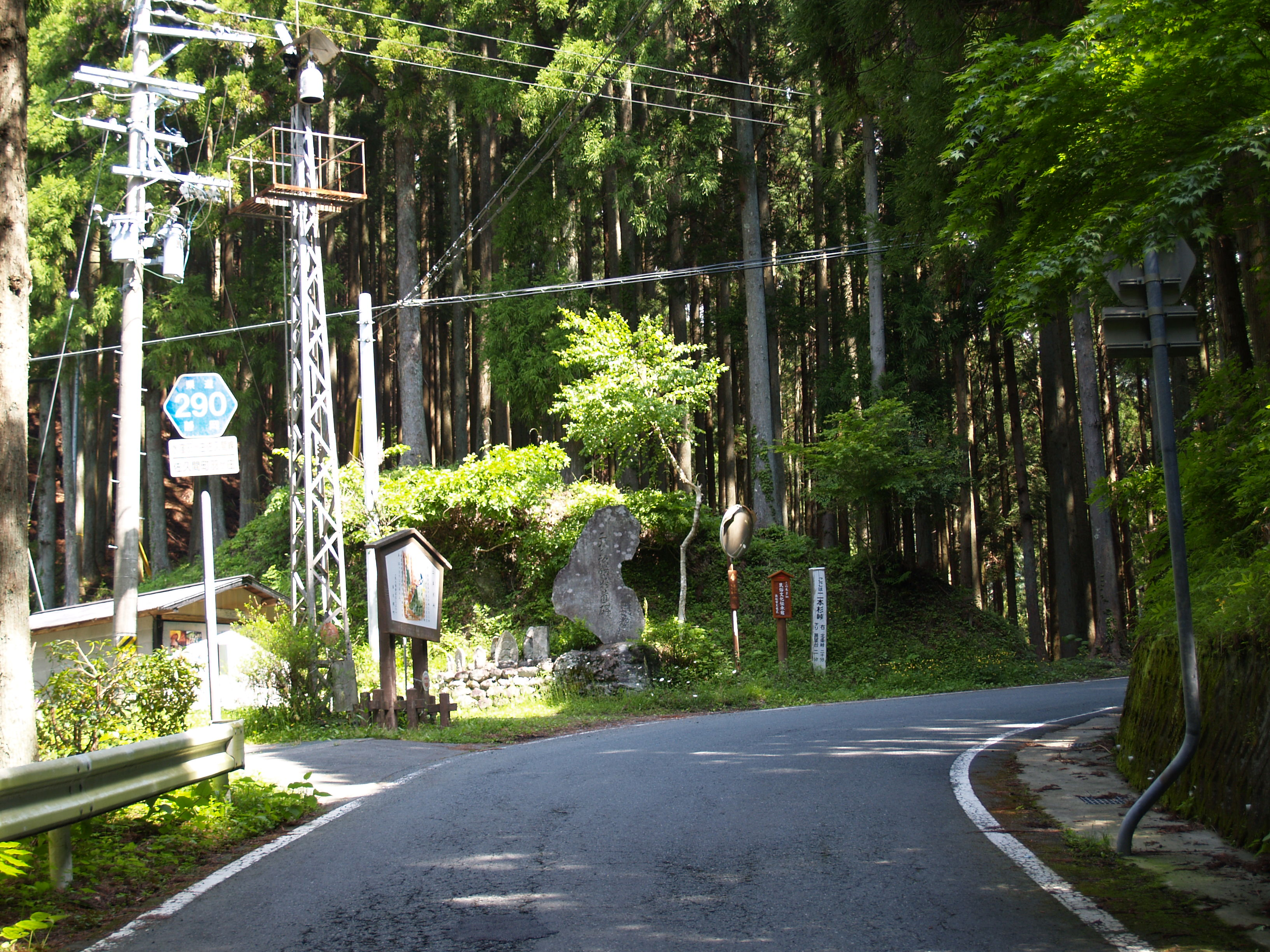
二本杉峠（2010年5月）

静岡県道290号水窪羽ケ庄佐久間線（しずおかけんどう290ごう みさくぼはがしょうさくません）は、静岡県浜松市を通る一般県道である。

## 路線概要
主に水窪町 - 佐久間町間の往来に使われる道路だが、ほぼ全線に渡って狭路であるほか、途中2つの峠（ホウジ峠、二本杉峠）を越えるルートであるため、険しい山道となっている。また、2車線区間はほとんどない。大半の区間が急カーブの連続であり、2車線区間も角度がきついカーブになっている。付近に国道152号のバイパス（現道改良区間）が通っている。

### 路線データ
- 陸上距離：14.1km
- 起点：浜松市天竜区水窪町（静岡県道389号水窪森線交点）
- 終点：浜松市天竜区佐久間町（国道473号交点）

## 重複区間
- 国道152号（2.1km）

## 通過する自治体
- 静岡県
  - 浜松市（天竜区）

## 接続路線
起点から順に
- 静岡県道389号水窪森線
- 国道152号（重複区間）
- 国道473号